# Télépopmusik
Télépopmusik is een Franse band met drie bandleden: Fabrice Dumont, Stephan Haeri en Christophe Hetier. Hun bekendste nummer is 'Breathe' van het album Genetic World uit 2001. Dit nummer wordt vaak gebruikt in commercials.

## Discografie

### Genetic World (2001)
1. Breathe
2. Genetic World
3. Love Can Damage Your Health
4. Animal Man
5. Free
6. Let's Go Again
7. Dance Me
8. Da Hoola (soda-pop mix)
9. Smile
10. Trishika
11. Yesterday Was A Lie
12. L'incertitude d'Heinsenberg

### Angel Milk (2005)
1. Don't Look Back
2. Stop Running Away
3. Anyway
4. Into Everything
5. Love's Almighty
6. Last Train To Wherever
7. Brighton Beach
8. Close
9. Swamp
10. Nothing's Burning
11. Ambushed
12. Hollywood On My Toothpaste
13. Tuesday
14. Another Day
15. 15 Minutes